# Jean De Briac
Jean De Briac, de son vrai nom Frédéric-Jean Weitler, est un acteur français naturalisé américain, né le 15 août 1891 à Paris (16e arr.) et mort le 18 octobre 1970 à Los Angeles (Californie).

## Biographie

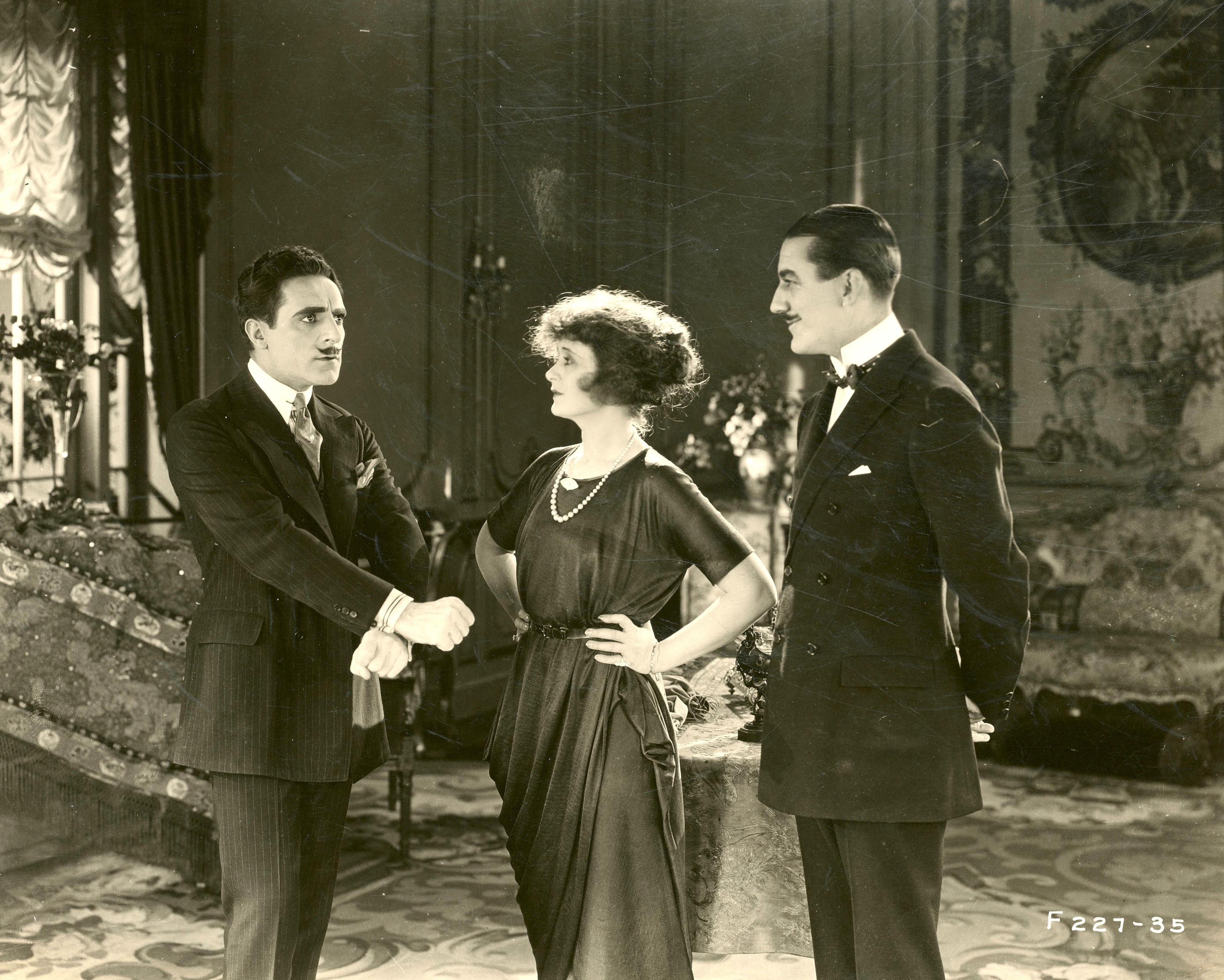
De g. à d. : Jean De Briac (détail ci-dessus), Billie Burke et Ward Crane dans The Frisky Mrs. Johnson (1920)

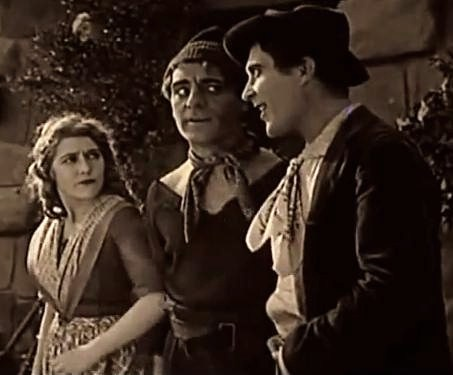
De g. à d. : Mary Pickford, Jean De Briac et Raymond Bloomer dans Le Signal de l’amour (1921)

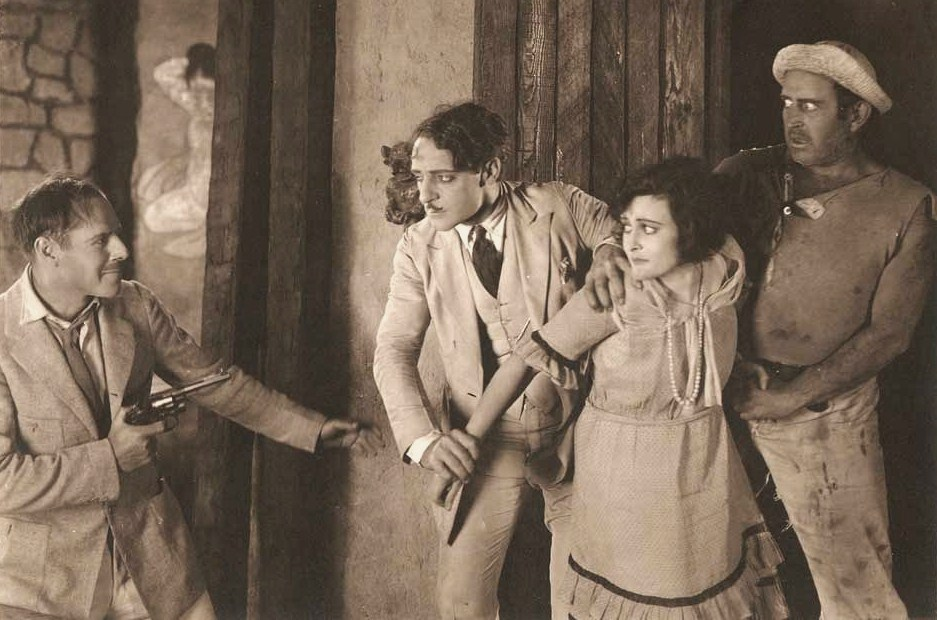
De g. à d. : Jack Holt, Jean De Briac, Sylvia Breamer et Clarence Burton dans The Man Unconquerrable (1922)

Fils du journaliste Conrad Weitler et de Jeanne-Marie-Louise Epailly, il s'installe aux États-Unis à la fin de la Première Guerre mondiale où il fait carrière sous le nom de Jean De Briac en contribuant à plus de cent-vingt films américains, dont dix-huit muets.
Le premier, sorti en 1920, est The Frisky Mrs. Johnson d'Edward Dillon, avec Billie Burke. Le deuxième est Le Signal de l'amour de Frances Marion en 1921, avec Mary Pickford. Suivent entre autres Le Père Goriot d'E. Mason Hopper en 1926, avec Lionel Barrymore et le dernier, La Femme divine de Victor Sjöström, avec Greta Garbo, sorti en 1928.
Après le passage au parlant, il tient généralement des petits rôles (souvent non crédités), parfois « de caractère », notamment dans Anthony Adverse de Mervyn LeRoy (1936), Quand le jour viendra d'Herman Shumlin (1943), Ombres sur Paris de Delmer Daves (1948) et Les Boucaniers d'Anthony Quinn (1958).
Il participe à plusieurs films avec Laurel et Hardy, dont Les montagnards sont là de John G. Blystone (1938). Tendre est la nuit d'Henry King, sorti en 1962, est son ultime film.
À la télévision, Jean De Briac collabore à quatre séries américaines, entre 1949 et 1956, la première étant The Lone Ranger, avec Clayton Moore dans le rôle-titre (un épisode).
Également acteur de théâtre, il joue une fois à Broadway en 1944 dans Slightly Scandalous.
Après avoir obtenu la nationalité américaine en 1924 et le changement officiel de son nom en Jean Frederick De Briac[réf. nécessaire], il épouse au début des années 1930 l'ancienne actrice de cinéma muet Joan Arliss, de son vrai nom Naomi Mary Lillian Sachs (1897-1989), veuve de l'acteur, réalisateur et producteur Romaine Fielding (1867-1927).
Le couple a eu une fille Marie Louise Naomi De Briac née le 15 mai 1935 à Los Angeles.

## Filmographie

### Cinéma

#### Films muets
- 1920 : On demande un mari (The Frisky Mrs. Johnson) d'Edward Dillon : Max Dendeau
- 1921 : Le Signal de l'amour (The Love Light) de Frances Marion : Antonio Carlotti
- 1921 : Mademoiselle Papillon (The Butterfly Girl) de John Gorman : John Blaine
- 1921 : The Lady from Longacre de George Marshall : l'ex-roi Pedro
- 1921 : High Heels (it) de Lee Kohlmar : Armand
- 1922 : Au-delà de la frontière (en) (Over the Border) de Penrhyn Stanlaws : Pierre
- 1922 : The Man Unconquerable (en) de Joseph Henabery : Perrier
- 1922 : Another Man's Shoes (en) de Jack Conway : John Alvara
- 1922 : One Wonderful Night (en) de Stuart Paton : Jean de Curtois
- 1923 : Around the World in 18 Days (en) de B. Reeves Eason et Robert F. Hill : Desplayer
- 1923 : Le Cœur et la Dot (en) (The Marriage Market) d'Edward LeSaint : le comte Dimitri
- 1924 : Pal o' Mine (en) d'Edward LeSaint : George Mendoza
- 1924 : The Iron Man (en) de Jay Marchant (serial) : Jules Despaed
- 1925 : Parisian Love de Louis J. Gasnier : Knifer
- 1925 : L'Aigle noir (The Eagle) de Clarence Brown
- 1926 : La Duchesse de Buffalo (The Duchess of Buffalo) de Sidney Franklin : l'adjudant
- 1926 : Le Père Goriot (Paris at Midnight) d'E. Mason Hopper : Frédéric Tallefer
- 1927 : Le Cabaret rouge (The Ladybird) de Walter Lang : Jacques
- 1928 : La Femme divine (The Divine Woman) de Victor Sjöström : le metteur en scène

#### Films parlants
- 1930 : Le Joueur de golf d'Edgar Kennedy[6]
- 1930 : Quelle bringue ! ou Une nuit extravagante (Blotto) de James Parrott : le commerçant
- 1930 : Feu mon oncle[7] de James Parrott
- 1930 : Sous le maquillage (Behind the Make-Up) de Robert Milton et Dorothy Arzner : le sculpteur
- 1931 : Drôles de bottes (Be Big!) de James W. Horne : un homme en habit
- 1931 : Les Carottiers[8] de James W. Horne : Jean
- 1932 : Men of Chance de George Archainbaud : le directeur de l'hôtel
- 1932 : Le Revenant (The Man from Yesterday) de Berthold Viertel : un gendarme
- 1933 : The Solitaire Man de Jack Conway : Henri
- 1934 : La Soirée de Miss Stanhope (Coming Out Party) de John G. Blystone : le Français
- 1935 : Le Secret magnifique (Magnificent Obsession) de John M. Stahl : le chauffeur de taxi
- 1935 : Diamond Jim d'A. Edward Sutherland : le chef
- 1936 : Le Rayon invisible (The Invisible Ray) de Lambert Hillyer : un gendarme
- 1936 : Sous deux drapeaux (Under Two Flags) de Frank Lloyd : un garde d'honneur
- 1936 : Les Chemins de la gloire (The Road to Glory) d'Howard Hawks : un sergent
- 1936 : To Mary – with Love de John Cromwell : un employé
- 1936 : Anthony Adverse de Mervyn LeRoy : l'étranger
- 1936 : Le Pacte (Lloyd's of London) d'Henry King : un pêcheur
- 1937 : Blanche-Neige et les Sept Nains (Snow White and the Seven Dwarfs), film d'animation de David Hand (voix, 1er doublage)
- 1937 : SOS vertu ! (Wise Girl) de Leigh Jason : George
- 1937 : Café Métropole (Café Metropole) d'Edward H. Griffith : le premier gendarme dans le train
- 1937 : L'Entreprenant Monsieur Petrov (Shall We Dance) de Mark Sandrich : le producteur du spectacle
- 1937 : À Paris tous les trois (I Met Him in Paris) de Wesley Ruggles : le steward
- 1938 : Les montagnards sont là (Swiss Miss) de John G. Blystone : Enrico
- 1938 : La Huitième Femme de Barbe-Bleue (Bluebeard's Eighth Wife) d'Ernst Lubitsch : le serveur dans le hall
- 1938 : Suez d'Allan Dwan : un ingénieur
- 1939 : Mademoiselle et son bébé (Bachelor Mother) de Garson Kanin : un serveur
- 1939 : Pack Up Your Troubles de H. Bruce Humberstone : capitaine de l'aviation française
- 1940 : Éveille-toi mon amour (Arise, my love) de Mitchell Leisen : un serveur chez Maxim's
- 1940 : Les As d'Oxford (A Chump at Oxford) d'Alfred J. Goulding : Pierre
- 1940 : Chante mon amour (Bitter Sweet) de W. S. Van Dyke : un croupier
- 1941 : Rendez-vous d'amour (Appointment for Love) de William A. Seiter : Phillip
- 1941 : Shanghaï (The Shanghai Gesture) de Josef von Sternberg : De Micheaux
- 1942 : Casablanca de Michael Curtiz : une ordonnance
- 1943 : Quand le jour viendra (Watch on the Rhine) d'Herman Shumlin : M. Chabeuf
- 1943 : Le Chant de Bernadette (The Song of Bernadette) d'Henry King : un moine dominicain
- 1944 : Les Cuistots de Sa Majesté (Nothing But Trouble) de Sam Taylor : le restaurateur français
- 1944 : Le Port de l'angoisse (To Have and Have Not) d'Howard Hawks : un gendarme
- 1945 : Sa dernière course (Salty O'Rourke) de Raoul Walsh : le maître d'hôtel
- 1945 : Yolanda et le Voleur (Yolanda and the Thief) de Vincente Minnelli : un serveur
- 1946 : Gilda de Charles Vidor : Un membre du cartel français
- 1946 : Le Joyeux Barbier (Monsieur Beaucaire) de George Marshall : le ministre des finances
- 1946 : L'Emprise (Of Human Bondage) d'Edmund Goulding : un artiste
- 1946 : Jalousie (Deception) d'Irving Rapper : André
- 1946 : Le Fil du rasoir (The Razor's Edge) d'Edmund Goulding : un avocat
- 1947 : L'Infidèle (The Unfaithful) de Vincent Sherman : Jean
- 1947 : Ambre (Forever Amber) d'Otto Preminger : un coiffeur
- 1948 : Trafic à Saïgon (Saigon) de Leslie Fenton : un employé d'hôtel
- 1948 : Half Past Midnight de William F. Claxton : Alex
- 1948 : Ombres sur Paris (To the Victor) de Delmer Daves : Lurcat
- 1949 : Don Juan de l'Atlantique (The Great Lover) d'Alexander Hall : un officier
- 1951 : Raid secret (Target Unknown) de George Sherman : le père de Theresa
- 1951 : Une veine de... (Double Dynamite) d'Irving Cummings : Henri
- 1952 : Les Rois de la couture (Lovely to Look At) de Vincente Minnelli et Mervyn LeRoy : un couturier
- 1952 : Un amour désespéré (Carrie) de William Wyler : un serveur de vin
- 1953 : Les hommes préfèrent les blondes (Gentlemen Prefer Blondes) d'Howard Hawks : un gendarme
- 1954 : Mademoiselle Porte-bonheur (Lucky Me) de Jack Donohue : le chef des serveurs
- 1955 : Le Renard des océans (The Sea Chase) de John Farrow : le gouverneur français
- 1955 : So This Is Paris de Richard Quine : M. Sorel
- 1955 : Le Cavalier au masque (The Purple Mask) d'H. Bruce Humberstone : le comte de Chauvac
- 1958 : Les Boucaniers (The Buccaneer) d'Anthony Quinn : M. Hillaire
- 1962 : Tendre est la nuit (Tender Is the Night) d'Henry King : Dr Faurore

### Télévision
- 1949 : The Lone Ranger, épisode War Horse (1.6) : Baptiste Lezotte
- 1955 : Crown Theatre with Gloria Swanson, épisode A Chair on the Boulevard (26) : le maître d'hôtel
- 1956 : Casablanca, épisode Fateful Night (6) : le général Duprès
- 1956 : The George Burns and Gracie Allen Show (en), épisode Back from Paris (6.33) : le vieil amoureux

## Théâtre
- 1944 : Slighty Scandalous de Frederick J. Jackson, National Theatre (Broadway) : le général Georges Rigaud